# Flamingo (Floride)
Pour les articles homonymes, voir Flamingo.
Flamingo est une zone non-incorporée du comté de Monroe, en Floride, aux États-Unis. Terminus d'une route traversant le parc national des Everglades, elle en constitue le point le plus méridional.